# Phoma lirelliformis
Phoma lirelliformis är en lavart. Phoma lirelliformis ingår i släktet Phoma, ordningen Pleosporales, klassen Dothideomycetes, divisionen sporsäcksvampar och riket svampar.

## Underarter
Arten delas in i följande underarter:
- lirelliformis
- weigelae-roseae